# Bob Murray (Eishockeyspieler, 1954)
Robert Frederick „Bob“ Murray (* 26. November 1954 in Kingston, Ontario) ist ein ehemaliger kanadischer Eishockeyspieler und -funktionär. Während seiner aktiven Karriere bestritt der Verteidiger über 1000 Partien für die Chicago Blackhawks in der National Hockey League (NHL). Anschließend war er über 30 Jahre als Funktionär in der NHL tätig, unter anderem als General Manager der Blackhawks (1997–1999) und der Anaheim Ducks (2008–2021).

## Karriere als Spieler
Bob Murray begann seine Karriere als Eishockeyspieler 1971 in der Québec Major Junior Hockey League bei den Cornwall Royals. Diese verließ er nach drei Jahren, um während der Saison 1974/75 für die Dallas Black Hawks, dem damaligen Farmteam der Chicago Black Hawks aus der Central Professional Hockey League zu spielen. Zuvor war er während des NHL Amateur Draft 1974 von den Chicago Black Hawks in der dritten Runde als 52. Spieler insgesamt ausgewählt worden. In insgesamt 15 Spielzeiten spielte Murray in über 1000 Spielen in der National Hockey League für Chicago. Einzig zu Beginn der Saison 1988/89 stand er für 18 Spiele zwischenzeitlich im Kader von Chicagos damaligem Farmteam Saginaw Hawks aus der International Hockey League.
Für das 35. National Hockey League All-Star Game wurde er in das All-Star Team der Campbell Conference gewählt.

## Karriere als Manager
Nach dem Ende seiner aktiven Karriere wurde Murray 1991 Sportdirektor bei seinem Ex-Klub Chicago Blackhawks, deren insgesamt sechster General Manager er am 3. Juli 1997 wurde. Diesen Posten hielt er bis November 1997 inne. Anschließend wurde Murray von den Mighty Ducks of Anaheim als Berater der Scouting-Abteilung verpflichtet. In den Jahren 1999 bis 2005 arbeitete der Kanadier als professioneller Scout für die Vancouver Canucks.
Am 14. Juli 2005 ernannten die Anaheim Ducks Murray zum Vize-Präsidenten ihrer Eishockeyabteilung. In dieser Position gewann er mit den Ducks 2007 den Stanley Cup. Am 9. Juli 2008 wurde Murray General Manager der Iowa Chops, dem neuen Farmteam der Ducks, ehe er am 12. November 2008 Brian Burke als General Manager der Anaheim Ducks ablöste.
2013 wurde er gemeinsam mit Ray Shero von den Pittsburgh Penguins und Marc Bergevin von den Canadiens de Montréal als einer von drei Finalisten für den seit 2010 vergebenen NHL General Manager of the Year Award nominiert. In der aufgrund eines Lockouts verkürzt ausgetragenen Saison 2012/13 gewannen die Anaheim Ducks, verstärkt durch die Free-Agent-Verpflichtungen von Viktor Fasth, Bryan Allen, Sheldon Souray und Daniel Winnik, zum zweiten Mal in ihrer Historie die Pacific Division. Sie stellten nach den Chicago Blackhawks das zweitbeste Team der Western Conference und waren mit 66 erspielten Punkten in der Regular Season ligaweit die dritterfolgreichste Mannschaft. Außerdem gelang es Murray im März 2013 zwei Teamstützen, Kapitän Ryan Getzlaf und Flügelstürmer Corey Perry, mit neuen Verträgen bis 2021 ans Franchise zu binden.
Im Februar 2019 übernahm er nach der Entlassung von Randy Carlyle interimsweise die Position des Cheftrainers bei den Anaheim Ducks, die zur Saison 2019/20 in Person von Dallas Eakins wieder neu besetzt wurde.
Im November 2021 trat Murray von all seinen Ämtern (auch als Executive Vice President of Hockey Operations) bei den Ducks zurück und reagierte damit auf eine unabhängige Untersuchung, die bezüglich seines Verhaltens gegenüber Mitarbeitern bzw. Untergebenen innerhalb der Organisation eingeleitet wurde. Zuvor waren diesbezüglich anonyme und bisher nicht näher bekannte Vorwürfe erhoben worden. Murray entschuldigte sich für sein Verhalten und gab zudem an, sich einer Behandlung seiner Alkoholkrankheit zu unterziehen. Interimsweise trat Jeff Solomon seine Nachfolge an.

## Erfolge und Auszeichnungen

### Als Spieler
- 1972 LHJMQ Recrue de l’année
- 1972 Memorial-Cup-Gewinn mit den Cornwall Royals
- 1974 LHJMQ First All-Star Team
- 1981 Teilnahme am NHL All-Star Game
- 1983 Teilnahme am NHL All-Star Game

### Als Vize-Präsident
- 2007 Stanley-Cup-Gewinn mit den Anaheim Ducks

### Als General Manager
- 2014 NHL General Manager of the Year Award